# Dziakawiczy
Dziakawiczy (biał. Дзякавічы; ros. Дяковичи, Diakowiczi) – agromiasteczko na Białorusi, w obwodzie homelskim, w rejonie żytkowickim, była siedziba administracyjna sielsowietu Dziakowicze. W 2009 roku liczyło 555 mieszkańców.
W czasach carskich i pod Zarządem Cywilnym Ziem Wschodnich siedziba władz gminy Dziakowicze.